# Minuartia glabra
Minuartia glabra là loài thực vật có hoa thuộc họ Cẩm chướng. Loài này được (Michx.) Mattf. mô tả khoa học đầu tiên năm 1921.